# Jannis Schneibel
Jannis Schneibel (* 6. Juli 2000 in Ludwigshafen) ist ein deutscher Handballspieler.

## Karriere
Das Handballspielen begann er beim TV Hochdorf und wechselte bereits in der Jugend zu den Rhein-Neckar Löwen. Mit der B-Jugend und A-Jugend der Löwen wurde er jeweils Deutscher Vizemeister. Nach der Jugend spielte er für die 2. Mannschaft in der 3. Liga. Ab 2020 erhielt er einen Profivertrag für die 1. Bundesliga, stand aber 2020 nicht im Kader für ein Spiel der Löwen in der Bundesliga. Nachdem der Ligabetrieb der 3. Liga 2020 aufgrund der COVID-19-Pandemie pausiert hatte, wechselte er im Dezember 2020 mit sofortiger Wirkung zum Zweitligisten ThSV Eisenach. 2023 stieg er mit Eisenach in die 1. Bundesliga auf, wobei er sich im letzten Spiel der Saison eine Schulterverletzung zuzog und länger ausfiel. Nachdem er wieder am Training teilnahm, sich jedoch noch im Aufbau nach der Verletzung befand, zog er sich im Januar 2024 einen Kreuzbandriss zu. In der Saison 2024/25 lief er auf Leihbasis für den Zweitligisten HBW Balingen-Weilstetten auf. Anfang Dezember 2024 zog er sich erneut einen Kreuzbandriss zu.